# Dukinfield Henry Scott
Dukinfield Henry Scott, född 28 november 1854 i London, död 29 januari 1934, var en engelsk botaniker och paleontolog, son till arkitekten George Gilbert Scott.
Efter att ha studerat botanik i Oxford samt 1880-82 under Julius von Sachs i Würzburg, där han blev filosofie doktor 1881, var han assistant professor of botany vid University College i London 1882-85 och vid Royal College of Science 1885-92 samt honorary keeper vid Jodrell Laboratory i Kew Gardens 1892-1906. Därefter drog han sig tillbaka, men fortsatte sina vetenskapliga studier på sin egendom East Oakley House i grevskapet Hampshire. 
Han utgav en mindre Introduction to Structural Botany (del I. Flowering Plants, 1894, åttonde upplagan 1912; del II. Flowerless Plants, 1896, sjätte upplagan 1912) samt några arbeten över nutida växters anatomi, men hans egentliga livsgärning gällde undersökningar av den anatomiska byggnaden av karbonperiodens växter, genom att han fortsatte det av William Crawford Williamson grundlagda arbetet. Han utgav tillsammans med Williamson Further Observations on the Organization of the Fossil Plants of the Coalmeasures (tre delar, 1895-96) och efter dennes död On the Structure and Affinities of Fossil Plants from the Palæozoic Rocks (fem delar, 1897-1905) samt dessutom ett stort antal andra uppsatser på samma område, av vilka särskilt kan nämnas On the Structure of the Palæozoic Seed Lagenostoma Lomaxi (tillsammans med F.W. Oliver, 1904). I denna påvisas förekomsten under karbonperioden av fröbärande växter med ormbunksliknande blad, vilket föranledde uppställning av den nya klassen Pteridospermeæ. 
Av särskild betydelse var den av honom utgivna handboken Studies in Fossil Botany (1900; andra omarbetade och utvidgade upplagan 1908-09), i vilken de från botanisk synpunkt viktigaste paleobotaniska resultaten framläggs och diskuteras, ett arbete, som till fullo ådagalägger paleobotanikens grundläggande betydelse för såväl den systematiska botaniken som för en riktig uppfattning av de forntida kärlkryptogamernas samt gymnospermernas byggnad och inbördes frändskapsförhållanden. Bland hans senare arbeten kan nämnas Extinct Plants and Problems of Evolution (1924).
Scott var president i Linnean Society 1908-12 och var Foreign secretary i Royal Society 1912-16, blev utländsk ledamot av Vetenskapssocieteten i Uppsala 1912 och av Vetenskapsakademien 1916. Han tilldelades Royal Medal 1906, Linnean Societys guldmedalj 1921, Darwinmedaljen 1926 och Wollastonmedaljen 1928.
Auktorsnamnet D.H.Scott kan användas för Dukinfield Henry Scott i samband med ett vetenskapligt namn inom botaniken; se Wikipediaartiklar som länkar till auktorsnamnet.